# استپان تر-آوتیکیان
استپان کریستاپوری تر-آوتیکیان (ارمنی: Ստեփան Քրիստափորի Տեր-Ավետիքյան؛  زادهٔ ۱۳ ژوئیهٔ ۱۸۶۸ - درگذشته ۱۹۴۱)، نویسنده، روزنامه‌نگار، آموزگار و سیاستمدار اهل ارمنستان بود.

## زندگی‌نامه
وی در ۱۳ ژوئیهٔ ۱۸۶۸ در بانانتس به دنیا آمد. وی در  تحصیل نمود. وی عضو فدراسیون انقلابی ارمنی بود. وی نماینده دومای دولتی امپراتوری روسیه از حوزه انتخابیه فرمانداری الیزابت‌پول بود. وی در ژوئیه ۱۹۴۱ در سن ۷۳ سالگی درگذشت.

## یادداشت
1. ↑  Թիֆլիսի Ալեքսանդրյան ուսուցչական ինստիտուտ